# Garland (Wyoming)
Garland è un census-designated place degli Stati Uniti d'America, situato nella Contea di Park nello stato del Wyoming. Nel censimento del 2000 la popolazione era di 95 abitanti.

## Geografia fisica
Secondo i rilevamenti dell'United States Census Bureau, la località di Garland si estende su una superficie di 8,0 km², tutti occupati da terre.

## Popolazione
Secondo il censimento del 2000, a Garland vivevano 95 persone, ed erano presenti 28 gruppi familiari. La densità di popolazione era di 11,9 ab./km². Nel territorio comunale si trovavano 47 unità edificate. Per quanto riguarda la composizione etnica degli abitanti, il 98,95% era bianco e l'1,05% apparteneva ad altre razze. La popolazione di ogni razza ispanica corrispondeva all'1,05% degli abitanti.
Per quanto riguarda la suddivisione della popolazione in fasce d'età, il 18,9% era al di sotto dei 18, il 7,4% fra i 18 e i 24, il 15,8% fra i 25 e i 44, il 33,7% fra i 45 e i 64, mentre infine il 24,2% era al di sopra dei 65 anni di età. L'età media della popolazione era di 48 anni. Per ogni 100 donne residenti vivevano 90,0 uomini.